# Gustave Boulanger
Gustave Rodolphe Clarence Boulanger (París, 25 de abril de 1824-Id. 22 de septiembre de 1888) fue un pintor académico y orientalista francés.

## Biografía
Gustave Boulanger, de ascendencia criolla (créole) por parte de sus padres, quedó huérfano a los 14 años. Fue discípulo de Pierre Jules Jollivet (1794-1871) y de Paul Delaroche en la Escuela de Bellas Artes en 1846.
En 1849 fue galardonado con el Premio de Roma por su obra Ulises reconocido por su nodriza Euriclea. Se convirtió en miembro de la Academia de Bellas Artes en el año 1882 y fue profesor de la Academia Julian.
Realizó numerosos encargos oficiales de decoración, entre los que se destacan el salón de la danza (foyer de la danse) para la Ópera de París, parte del decorado de la Ópera de Montecarlo.

## Obras
- 1848. Saint Pierre chez Marie.

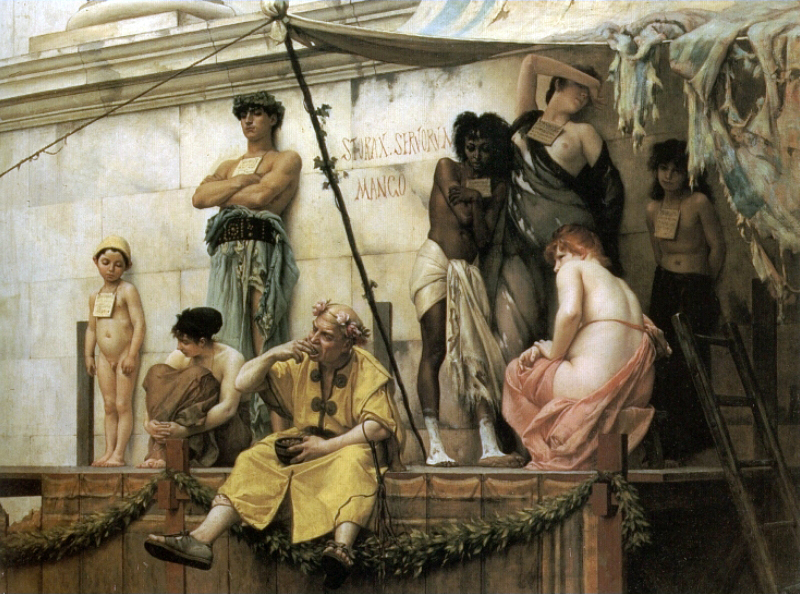
El mercado de esclavos (Un comerciante de esclavos en Roma), 1886.

- 1849. Ulises reconocido por su nodriza.
- 1849. Indio jugando con panteras. Café moro.
- 1849. Galathée y el pastor Athis.
- 1852. Demócrito de niño.
- 1855. Un ensayo en la casa del poeta trágico en Pompeya.
- 1857. César en el Rubicón.
- 1857. La Choassa. Palestrina.
- 1859. La Rahia, Lucrecia. Lesbie.
- 1861. Hércules a los pies de Onfalia. El flautista de Hamelin. Arab.
- 1863. César en las Galias. Huida de las cabilas.
- 1864. La cella frigidaria. Jinetes saharianos.
- 1865. Djeid y Rahia.
- 1866. Catalina I con Mehemet-Baladji. Un mercader de la corona en Pompeya.
- 1867. El Mamillare.

- 1886. El mercado de esclavos, 1886.